# Raquetebol nos Jogos Pan-Americanos de 2015
As competições de raquetebol nos Jogos Pan-Americanos de 2015 foram realizadas entre 19 e 26 de julho no Centro de Exposições, em Toronto. Seis eventos foram disputados, três em cada gênero, com as disputas individual, em duplas e por equipes.
É um dos oito esportes do Pan que não fazem parte do programa dos Jogos Olímpicos.

## Calendário
| Julho      | 7 | 8 | 9 | 10 | 11 | 12 | 13 | 14 | 15 | 16 | 17 | 18 | 19 | 20 | 21 | 22 | 23 | 24 | 25 | 26 |
| ---------- | - | - | - | -- | -- | -- | -- | -- | -- | -- | -- | -- | -- | -- | -- | -- | -- | -- | -- | -- |
| Raquetebol |   |   |   |    |    |    |    |    |    |    |    |    |    |    |    |    |    | 4  |    | 2  |

|  | Dia de competição |  | Dia de final |

## Medalhistas
Masculino
| Evento              | Ouro                                                      | Prata                                                                   | Bronze |
| ------------------- | --------------------------------------------------------- | ----------------------------------------------------------------------- | --- |
| Individual detalhes | Rocky Carson USA Estados Unidos                           | Álvaro Beltrán MEX México                                               | Daniel De La Rosa MEX México Conrrado Moscoso BOL Bolívia                                                                  |
| Duplas detalhes     | Jansen Allen Jose Rojas USA Estados Unidos                | Conrrado Moscoso Roland Keller BOL Bolívia                              | Vincent Gagnon Tim Landeryou CAN Canadá Álvaro Beltrán Javier Moreno MEX México                                            |
| Equipes detalhes    | Álvaro Beltrán Daniel De La Rosa Javier Moreno MEX México | Jansen Allen Jake Bredenbeck Rocky Carson Jose Rojas USA Estados Unidos | Carlos Keller Roland Keller Conrrado Moscoso BOL Bolívia Vincent Gagnon Michael Green Coby Iwaasa Tim Landeryou CAN Canadá |

Feminino
| Evento              | Ouro                                     | Prata                                                      | Bronze                                                                                |
| ------------------- | ---------------------------------------- | ---------------------------------------------------------- | ------------------------------------------------------------------------------------- |
| Individual detalhes | Paola Longoria MEX México                | María Vargas ARG Argentina                                 | María Sotomayor ECU Equador Rhonda Rajsich USA Estados Unidos                         |
| Duplas detalhes     | Paola Longoria Samantha Salas MEX México | María Vargas Veronique Guillemette ARG Argentina           | Rhonda Rajsich Kim Russell USA Estados Unidos María Sotomayor María Muñoz ECU Equador |
| Equipes detalhes    | Paola Longoria Samantha Salas MEX México | Michelle Key Rhonda Rajsich Kim Russell USA Estados Unidos | María Muñoz María Sotomayor ECU Equador Frédérique Lambert Jen Saunders CAN Canadá    |

## Quadro de medalhas
| Ordem | País               | Medalha de ouro | Medalha de prata | Medalha de bronze |    |
| ----- | ------------------ | --------------- | ---------------- | ----------------- | -- |
| 1     | MEX México         | 4               | 1                | 2                 | 7  |
| 2     | USA Estados Unidos | 2               | 2                | 2                 | 6  |
| 3     | ARG Argentina      |                 | 2                |                   | 2  |
| 4     | BOL Bolívia        |                 | 1                | 2                 | 3  |
| 5     | CAN Canadá         |                 |                  | 3                 | 3  |
|       | ECU Equador        |                 |                  | 3                 | 3  |
| TOTAL | TOTAL              | 6               | 6                | 12                | 24 |